# Platyrinchus saturatus
A Platyrinchus saturatus a madarak (Aves) osztályának a verébalakúak (Passeriformes) rendjébe a királygébicsfélék (Tyrannidae) családjába tartozó faj.

## Előfordulása
Brazília, Kolumbia, Ecuador, Francia Guyana, Guyana, Peru, Suriname és Venezuela területén honos. A természetes élőhelye  szubtrópusi és trópusi síkvidéki esőerdők.

## Alfajai
- Platyrinchus saturatus pallidiventris Novaes, 1968
- Platyrinchus saturatus saturatus Salvin & Godman, 1882